# Царицани
Цари́цани, также Царица́ни (греч. Τσαρίτσανη ή Τσαριτσάνη) — малый город в Греции. Расположен на высоте 320 м над уровнем моря, близ города Эласон. Административно относится к общине Эласон в периферийной единице Лариса в периферии Фессалия. Площадь 58,45 км². Население 2040 человек по переписи 2011 года.
Внёс значительный вклад в Новогреческое просвещение в XVIII—XIX веках. В Царицани сохранилось большое число памятников поствизантийской церковной архитектуры.
В османский период город являлся центром Элассонской митрополии:88.
Город отмечен в истории Национального Сопротивления в годы Второй мировой войны и состоит в Союзе греческих городов и деревень пострадавших в годы войны, именуемом Сеть «Греческие Холокосты».

## География
Царицани — маленький пригорный городок (высота над уровнем моря 320 м, население 2040 человек по переписи 2011 года). Находится на севере нома Ларисы, в западных отрогах нижнего (южного) Олимпа, 64 км северо-западнее города Лариса. Административно принадлежит общине близлежащего (4 км) города Эласон.
Площадь сообщества Царицани (Κοινότητα Τσαριτσάνης) 58,45 км².
Согласно теории французского геолога Ами Буе (Ami Boué), совершившего экспедицию на Балканы в период 1836—1839, долина Царицани, которая окружена склонами южного Олимпа и холмами была дном древнего озера.

## Предыстория города
Регион населялся с эпохи неолита, в силу его большой и плодородной долины. На холме севернее города, именуемом «Транос Аилиас», археологи обнаружили следы древнего фессалийского города. В ходе раскопок, произведенных археологом Арванитопулосом в 1912 году, были обнаружены купольные гробницы, стены акрополя и монеты архаической эпохи. Гомер в Каталоге кораблей упоминает современный город Эласон как «Олооссон, белокаменный город» (Ὀλοοσσών λευκή), а также упоминает соседний город, который именует Орфа (Όρθη).
Хотя некоторые исследователи считают, что это упоминание о участии Орфы в Троянской войне («Οι δ' Αργισσαν έχον και Γυρτώνην ενέμοντο Όρθην, Ηλώνην τε πόλιν τ' Ολοοσσόνα λευκήν των δ' αυ ηγεμόνευε μενεπτόλεμος Πολυποίτης υιός Πειριθόοιο τον αθάνατος τέκετο Ζευς…») является более поздним добавлением, археологи связывают свои находки с упоминаемым городом Орфа.
В эллинистический период этот город именовался Ливони (Λειβώνη).

## История
Собственно сегодняшний городок основан в последние века Византии.
Первое письменное упоминание о поселении, которое сегодня именуется Царицани, имеется в хрисовуле (Золотая булла) монастыря Богородицы Олимпиотиссы, датируемом 1296 годом, во время царствования византийского императора Андроника II Палеолога. (1282—1328). В нём городок именуется Старита.

## Османский период
В грамоте монастыря Мегала Метеора, датируемой 1520 годом, городок упоминается как «село Дзернидзиани»(χορίον Τζερνιτζηανί). Село именовалось также Старицани, Сарицани, Царициани или Царицани.
Исторических и археологических данных о присутствии здесь славяноязычного населения нет, но его греческому населению льстила славянская этимология топонима, данная ему западно-европейскими путешественниками в 19 веке: «царское село». Эта этимология доминирует по сегодняшний день, хотя никаких царских упоминаний в истории города нет.
Сторонники славянской этимологии указывают также на Монастырь Святого Дмитрия, находящийся на горе в 8 км северо-западнее города и именуемыей Валецико. Фонетика этого имени также на первый взгляд является славянской и местное предание связывает монастырь с исцелившемся здесь, благодаря иконе Святого Дмитрия, ребёнком знатного серба в период когда Фессалия была в составе Сербо-греческого царства. Однако монастырь не относится к этому периоду (1348—1371) и был построен двумя столетиями спустя, в османский период.
Турецкое имя города «Килисели», то есть город церквей, хотя и используется в турецких документах той эпохи, игнорируется и жителями и историками.
Я. Адаму предполагает, что имя возможно происходит от турецких слов дзари (ткань покрывающая голову) и джени (любимый), связывая это с ремеслом ткачества в городе:15.
Но эту этимологию не удаётся сверить.
Есть также более прозаические предположения, что в корне имени находится валашское слово «цара» (село) которым валахи именовали городок, перекочёвывая с хребта Пинда на зимние пастбища в фессалийскую равнину.
С 1422 по 1917 год, Царицани был резиденцией церковной епархии Царицани, Элассоны и Доменико.
Город имел исключительно греческое население, в то время как в соседней Элассоне доминировало мусульманское население:91.
Соседство с мусульманской Элассоной и набеги турко-албанцев в особенности после греческого восстания 1770 года, вызванного первой архипелагской экспедиции русского флота в ходе русско-турецкой войны (1768—1774) сформировали архитектурный тип родовых оборонительных башен и строительство катакомб.
Первая башня, рода Хадзиалексиу, строилась в период 1740—1780, строительство второй, рода Мамдзуридиса, закончилось около 1774 года, строительство третьей, рода Рамматаса, завершилось в 1779 году:98.

## Экономический расцвет
Экономический расцвет города приходится на вторую половину 18 века, когда город населяли 10 тысяч человек. Расцвет экономики был связан с развитием мануфактуры и торговли. Основным занятием жителей в тот период было шелководство и ткачество, которые использовали местный эритродан (Марена красильная), натуральное красящее вещество ярко-красного цвета. Пряжа и ткани продавались на рынках западной и центральной Европы, в особенности Вены, Будапешта и Лейпцига.
Купцы из Царицани, вместе с другими греческими торговцами из Козани, Фессалоники, Ларисы и других городов и сёл северных греческих земель, с 1767 года обосновались в Вене, в районе сегодняшней Griechengasse (Греческая аллея или улица).

## Маяк новогреческого просвещения
Следствием экономического расцвета стали значительная интеллектуальная деятельность и развитие. В 1690 году уже функционировала получившая всегреческую известность «Греческая школа». В «Школе» преподавали видные представители новогреческого просвещения той эпохи, такие как Николаос Петалиас, Хрисантос Кулурис, Константинос Кумас, Иоаннис Пезарос.
Кумас преподавал в «Школе алгебру», когда «преподавание математики считалось источником атеизма».
В историографии новогреческого просвещения утвердился термин «Круг Царицани» (1799—1802), члены которого вышли за рамки церковного образования и распространили свою деятельность на более обширный регион севера Фессалии.
Деятельность «Круга» ослабела с отъездом Кумаса в 1802 году:89.
Учеником «Школы» и «Круга» был уроженец Царицани Константинос Икономос экс Икономон (Иконому, Константинос) ставший преподавателем „Школы“ и видным просветителем и богословом.
Выпускником школы был епископ Иосиф (Рогон), прославившийся в годы Греческой революции как последний защитник Месолонгионаа, а также македонский военачальник и будущий писатель Николаос Касомулис:56.

## Упадок
В начале XIX века город начал приходить в упадок, также как и другой фессалийский центр мануфактуры, Амбелакия, по причине развития западно-европейской промышленности красок. Одновременно город подвергался налётам турко-албанцев Али-паши Тепеленского и его население было в значительной степени уничтожено эпидемией чумы в 1813 году.
Все эти события, вместе с разразившимся экономическим кризисом способствовало упадку города.

## Греческая революция
Большое число мусульманского населения в регионе и близость (4 км), по сути турецкой в то время, Элассоны, с её османским гарнизонам, не способствовали непосредственному участию Царицани в Греческой революции в 1821 году.
Однако историография отмечает участие нескольких жителей города в боях за Яссы и в Сражении при Драгашани в составе „Священного отряда“ в Дунайских княжествах, а также военные действия местного военачальника Пулиоса Табакиса.
Но более всего жители города гордятся своим земляком, епископом Иосифом, получившим всегреческую известность и славу, ставшим последним защитником Месолонгионаа и взорвавшего себя с осаждающими его турками в 1826 году.
Подтверждением продолжавшегося участия жителей в восстании является разрушение турками Монастыря Святого Афанасия в сентябре 1823 года.

## Западноевропейские путешественники в Царицани в начале XIX века
Английский офицер, топограф, географ и писатель Уильям Мартин Лик (1777—1860), имевший классическое греческое образование и знаток современной формы греческого языка, выполняя задание британского правительства, совершил путешествия по Греции в период 1805—1807 и 1808—1810. В одной из своих работ, в „Travels in Northern Greece“, 1835, он описывает своё посещение Царицани (9.12.1806). Лик насчитал в Царицани 700—800 домов (в два раза больше чем в Элассоне). Он характеризует город греческим (его административная автономия запрещала присутствие османского гарнизона и, следовательно, мечети для его нужд, в результате чего в городе почти не было мусульманских семей). Он также предполагает славянское происхождение топонима Царицани, описывает производство и покраску хлопчатых и шёлковых тканей (Лик пишет, что Царицани производил 115 кг пряжи ежедневно), упоминает экспорт в Германию, и объясняет первые признаки упадка следствиями правления Али-паши.
В своём втором визите региона, в 1809 году, Лик отмечает, что «Дзаридзена» — это фессалийский город, с самым большим расцветом после Амбелакия.
Через 24 года регион посетил другой англичанин, Дэвид Уркварт (1805—1877). Уркварт был морским офицером, принял участие на стороне восставших греков в Греческой революции в её последние годы.
В своей книге „Дух Востока“, 1839, Уркварт пишет, что первоначально при въезде в Царицани он был обманут мирными пейзажами тополей, шелковиц и виноградников, чтобы обнаружить затем картину запустения, разрушенные особняки, заброшенные дома, узнать о гибели молодых людей, вследствие голода и постоянных налётов и грабежей албанцев. При этом Уркварт был впечатлён тем, что несмотря на господствующую нищету, он повстречал людей, которые читали ему наизусть Гомера и пели революционные песни.

## Последующие революции
Фессалия осталась вне пределов возрождённого греческого государства. Военные действия греческих иррегулярных отрядов были отмечены во время Крымской войны (Греция в годы Крымской войны).
Пиерийское восстание 1878 года греческого населения османской Македонии было направлено одновременно против турецкого господства и планов российской дипломатии по созданию „Великой Болгарии“, включавших под болгарский контроль греческое население. В боях принял участие отряд жителей Царицани под командованием К. Хадзикакидиса:79.
Ревизия условий Сан-Стефанского мира, чему в определённой мере содействовало и Пиерийское восстание, способствовала присоединению Фессалии к Греции в 1881 году. В отличие от всей остальной Фессалии, воссоединившейся с Грецией, епархия Элассоны оставалась в пределах Османской империи и из административных соображений была включена в османский македонский Манастир (вилайет).
В результате этого, жители Царицани приняли участие в последовавшей в конце 19 — начале 20 веков Борьбе за Македонию. Царицани стал одним из переходных пунктов иррегулярных греческих отрядов, при переходе из Греческого королевства в Македонию. Многие жители города стали участниками этой Борьбы:108.

## Освобождение
С началом Балканских войн в 1912 году Царицани стал первым городом освобождённым греческой армией.
В составе греческой армии воевали также уроженцы города, эмигрировавшие в Америку, но вернувшиеся в Грецию к началу войны:157.
Отметим, что перед освобождением города, 5 октября 1912 года, греческий лётчик Камперос, Димитриос совершил разведывательный полёт над городом, который стал первым боевым вылетом, только что созданного греческого авиационного соединения.
На момент своего освобождения, 5 октября 1912 город насчитывал 3500 жителей, все православные греки, в то время как турецкое присутствие ограничивалось 4 жандармами.

## „Маленькая Москва“
С освобождением последовало быстрое развитие города. Одновременно формируется активный рабочий класс, который стал носителем социалистических и коммунистических идей.
История города в этот период и до Второй мировой войны отмечена событиями классовой борьбы.
В истории рабочего движения Греции отмечен „Голодный марш“ из Царицани в Элассону более тысячи рабочих табачников в феврале 1932 года.
В силу левых убеждений своих жителей, Царицани часто именовалась в округе „Маленькая Москва“.
Председателем общины стал в 1934 году коммунист Х. Цобанакис.
В период диктатуры генерала Метаксаса многие жители были сосланы на пустынные острова:4.
Позиция Коммунистической партии в Царицани по прежнему сильна, несмотря на все перипетии Греции в предыдущем веке, Гражданскую войну и военные диктатуры. Коммунисты неоднократно возглавляли общину. На последних выборах в европарламент компартия вновь получила бо́льшее число голосов (35,04 %, 506 голосов. против 25,97 % и 375 голосов второй партии, „Новой Демократии“).
Жители города дважды (последний раз 9 марта 2014 года) изгоняли делегацию неонацистской партии Хриси Авги, попытавшейся возложить венок в юбилеи массовых расстрелов жителей города, совершённых в годы Второй мировой войны итальянскими фашистами и немецкими нацистами.

## «Певица Победы»
Мусульманское население соседних с Царицани города Элассона и деревень Аэторахи и Радосивия начало покидать регион уже с окончанием Первой Балканской войны, в 1913 году. Процесс завершился после навязанного Греции в 1923 году кемалистской Турцией принудительного обмена населением.
В бывших мусульманских деревнях и Элассоне поселились греческие беженцы из Малой Азии и Восточной Фракии. Жители Царицани оказали посильную помощь беженцам, предоставив также поселившимся в Аэторахи беженцам из Понта свои земельные наделы. В силу этого, длительное время село Аэторахи входило в общину Царицани. Несколько семей беженцев осело непосредственно в Царицани.
В Царицани поселилась и семья будущей певицы Софии Вембо, родившейся в восточнофракийском Каллиполе в 1910 году
София выросла в Царицани, где окончила гимназию.
В дальнейшем София стала известной певицей. Когда началась Вторая мировая война, София Вембо была на пике своей карьеры.
В октябре 1940 года греческая армия отразила нападение Италии и перенесла военные действия на территорию Албании. Это была первая победа стран антифашистской коалиции против сил Оси..
Песни Вембо выразили боевой дух греческой нации. Многие из этих песен выражали снисходительное отношение греков к итальянцам и издевались над Муссолини и его фашистским окружением. Её стали именовать «певицей Победы». Песня «Дети Греции» стала самой популярной песней греко-итальянской войны 1940—1941 годов.
Фронтовики Царицани гордились своей «землячкой», также как гордятся Софией Вембо сегодняшние жители города.
Её именем в Царицани названа маленькая площадь, с многовековым платаном у поствизантийской Церкви Успения Богородицы (1749). На площади, в честь Софии Вембо, установлена мраморная памятная плита.

## Национальное сопротивление
В первые месяцы тройной, германо-итало-болгарской, оккупации Греции сопротивление носило стихийный характер.
Инициативу создания массового организованного сопротивления взяла в свои руки Коммунистическая партия Греции , имевшая опыт подпольной борьбы.
Влияние коммунистов и наличие жителей Царицани, вынужденных скрываться за свою деятельность от оккупантов в горах вокруг города, стали предпосылками создания ядра организованного сопротивления.
В августе 1942 года группа 12 жителей Царицани создала первый отряд Народно-освободительная армия Греции  (ЭЛАС) в регионе Фессалии.
Последовало быстрое распространение движения Национального Сопротивления. Всё население городка поддержало Национально-освободительный фронт Греции (ЭАМ). Это не прошло незамеченным оккупационными властями. 12 марта 1943 года городок был разрушен итальянскими оккупационными войсками и 45 жителей были расстреляны на центральной площади. Из 660 домов 360 были сожжены:4.
Городок был повторно разрушен немецкими оккупантами 20 августа 1944 года. На этот раз было расстреляно 7 жителей города. Немцы объявили город «мёртвой зоной»:4.
Город был освобождён кавалерийской бригадой Народно-освободительной армии Греции 25 октября 1944 года:6.

## Гражданская война
Город понёс тяжёлые потери и в последовавшей Гражданской войне (1946—1949).
Исследовательница Ф. Толя считает, что число погибших жителей города в гражданскую войну в четыре раза превышает число погибших в годы оккупации:5.
Большинство жителей приняли участие в войне на стороне Демократической армии Греции. Одним из самых известных из них стал бригадный генерал Балалас, Никос (Бадекос), который был взят в плен монархистами, вместе со своей беременной женой, и был расстрелян с женой 12 августа 1949 года.
Другим известным участником войны стал командир бригады Лефтерис Папастергиу, который спустившись с гор за хлебом, был убит в засаде непосредственно в Царицани.
С поражением Демократической армии многие жители Царицани (согласно Ф. Толю, 58 человек:188) нашли убежище в социалистических странах Восточной Европы и получили возможность вернуться на родину только после падения военного режима в 1974 году.

## Сегодня
Царицани являлась резиденцией одноимённой общины, после её включения в Греческое королевство по завершении Балканских войн (Королевский указ Β.Δ./ΦΕΚ 3/1919).
Община была упразднена в ходе осуществления реформ и укрупнения димов по всей стране согласно «плану Каподистрии» в 1998 году, была введена в состав дима Элассоны и состояла в нём до 15-3-2006. После протестов жителей Царицани и на основании исторического значения этого города, законом 3448/15-3-2006 Царицани вновь стал независимой общиной.
Однако в ходе второго этапа реформ и укрупнения димов, согласно программе Калликрата (2010), Царицани был окончательно закреплён за димом Элассоны.

## Экономика
В 1970-х годах прошлого века многие жители Царицани сложили свои земли образовав «Коллективный виноградник». Выращивался в основном столовый сорт винограда розаки.
Виноград экспортировался на рынки Вены и Мюнхена. Распад Югославии нанёс непоправимый урон Коллективному винограднику. Грузовики-рефрижераторы до того пересекали соседнюю страну за день. Теперь стран на этом пути стало 4 (и столько же лицензий на проезд), таможенные и пограничные процедуры оформлялись уже не на двух, а на пяти границах. Сегодня этот кооператив именуется "Сельскохозяйственный кооператив коллективного земледелия Царицани — Стефановуно — Аэторахи (Αγροτικός Συνεταιρισμός Ομαδικών Καλλιεργειών Τσαριτσάνης Στεφανόβουνου Αετοράχης).
Если в 18-19 веках основными секторами экономики Царицани были шелководство и ткачество, то в 20 веке основой экономики стало табаководство и обработка табака.
Табаководствο последовательно было свёрнуто, сначала ограничениями производства наложенными Европейским Союзом, а затем европейскими кампаниями против курения и антитабачной политикой.
Сегодня лишь небольшое число жителей занято земледелием или животноводством и нет никакой отрасли экономики, которую можно было бы охарактеризовать словом «основная».

## Культура и спорт
Правления «Культурного и просветительского общество Царицани», «Союза женщин Царицани», и «Конный клуб Царицани», а также Библиотека города, все расположены в особняке, который завещал общине уроженец города и македономах (борец за воссоединение Македонии с Грецией) митрополит Верии и Наусы Поликарп (Сакелларопулос).
«Культурное и просветительское общество Царицани» издаёт газету «Царицани».
Каждый четвёртый год организуется «Всемирная встреча уроженцев» города, в которой, кроме уроженцев города, проживающих в Греции, принимают участие многие уроженцы проживающие в диаспоре, от Канады до Австралии. Последняя, 3-я встреча состоялась в августе 2014 года.
Футбольная команда Царицани носит несколько необычное для футбола имя священника и богослова, уроженца города, Константина Иконому. Бюст богослова изображён на гербе команды.
Самым известным игрокам команды был Мицибонас, Георгиос (1962—1997) игравший впоследствии за команды Лариса (футбольный клуб), ПАОК (футбольный клуб), Олимпиакос (футбольный клуб, Пирей) и сыгравший 27 игр в составе сборной Греции в период 1984—1996.

## Церковные и другие архитектурные памятники
В городе сохранился ряд поствизантийских церквей. Несмотря на сегодняшнее маленькое население города и маленькое (2) число священников, все церкви действующие:
- Святого Николая (около 1615 года).

Примечательно, что росписи церкви изображают не только Христа и святых Православия, но и древнегреческих учёных и Александра Великого.
- Святых Бессребреников (17 век).
- Церковь Архангелов (1656)[48].
- Кладбищенская Церковь Святой Параскевы (середина 18 века).

Церковь была полностью разрушена немецкими оккупантами 20-8-1944 года и была восстановлена жителями в 1958 года в архитектурном типе базилики.
- Церковь Успения Богородицы (1749)[50].

Базилика с 3 нефами, без купола, с деревянной крышей.
- Церковь Святого Пантелеймона (1702)[52].
- Монастырь Святого Дмитрия (16 век)

В 1767 году в монастыре остановился на несколько дней известный греческий проповедник и просветитель Святой Косма Этолийский.
Сегодня монастырь бездействующий, хотя несколько лет присмотр за монастырём был поручен беженке монахине сербиянке.
- Монастырь Святого Афанасия (1611).

Расположен на месте старого монашеского скита, на скале подобной Метеора, в 2 часах хода от Царицани. Был разрушен турками в сентябре 1823 года.
- Башня Мамдзиоса (1770) и сеть катакомб[25].

## Митрополиты
Три уроженца Царицани стали известными в греческом Православии митрополитами :
- Кирилл (+1814) (Писидийская митрополия)

Кирилл Писидийский, после своей смерти, оставил свои церковные облачения другому уроженцу Царицани, священнику и богослову Константину Иконому. Эти облачения жители видят раз в году, в Воскресение Православия (Торжество православия).
- Иосиф (Рогон)
- Поликарп (Сакелларопулос)